# Železniční trať Kyjov–Mutěnice
Železniční trať Kyjov–Mutěnice, místními zvaná někdy jako Mutěnka, byla jednokolejná regionální dráha na jižní Moravě v okrese Hodonín v Jihomoravském kraji, propojovala Vlárskou dráhu s regionální tratí Hodonín–Zaječí. Tvořila spojnici mezi obcemi Kyjov a Mutěnice v délce 15,894 km s maximálním sklonem 10 ‰. V jízdním řádu pro cestující byla naposledy uváděná pod číslem 257.
V květnu 2012 byla na bývalém tělese železnice otevřena 14 km dlouhá cyklostezka.

## Historie
Trať se začala stavět 15. června 1899 a velmi brzy, již 2. června 1900, byla uvedena do provozu. První lokomotivy, které na trati sloužily v pravidelném provozu, byly č. 310.131 a 310.132. V letech 1964–1965 byla zbudována mutěnická spojka, která umožňovala bezúvraťovou jízdu Kyjov–Hodonín. Spojka byla po zrušení tratě zachována a spolu se zachovanou původní traťovou kolejí tvoří kolejový trojúhelník. Trať byla zbudována Brněnskou společností místních drah a její stavba prakticky navazovala na výstavbu tratě Hodonín–Zaječí.
Do roku 1923 měla Mutěnka v Kyjově své vlastní nádraží, od té doby zajíždí na společné nádraží vlárské. Vlárská trať v té době jednokolejná obcházela toto nádraží zezadu a dnes její zbytky slouží jako vlečka do mlýnů. V roce 1995 proběhly oslavy 95 let provozu. Na trati bylo vidět Všudybylku 354.1217 a Hurvínka M 131.1448.
V září roku 1997 byl zredukován jízdní řád osobní dopravy, od té doby jezdily vlaky osobní přepravy po této trati pouze v pracovní dny.
Osobní doprava byla zastavena ke dni 12. prosince 2004. Čilá nákladní doprava probíhá na velmi malé části trati, na kterou navazuje vlečka z kyjovských šroubáren.
Dne 13. října 2007 se konala nostalgická jízda lokomotivou 464.202 po celé trati č. 257 v rámci akce 120 let trati Brno–Kyjov a 110 let trati Hodonín–Zaječí.
Dne 20. října 2007 proběhla akce Hodonínskými lokálkami III. s motorovým vozem M 262.018.
Dne 10. května 2008 projel po trati vlak sdružení Hrbatá Máňa s lokomotivou T211.0689 a přípojným vozem Blm 5-2243.
Posledním vlakem, který projel z Kyjova do Mutěnic v sobotu 20. září 2008, byl fotovlak s motorovým vozem 851.032-3.
V jízdních řádech byla například uváděna v roce 1918 pod č. 237 nebo v roce 1944 jako č. 520b Gaya–Mutienitz a v roce 1988 pod číslem 341.
Trať byla 30. dubna 2009 úředně zrušena, její likvidace začala v lednu 2012. V její trase vyrostla cyklostezka, která byla otevřena v květnu 2012.

## Stanice na trati

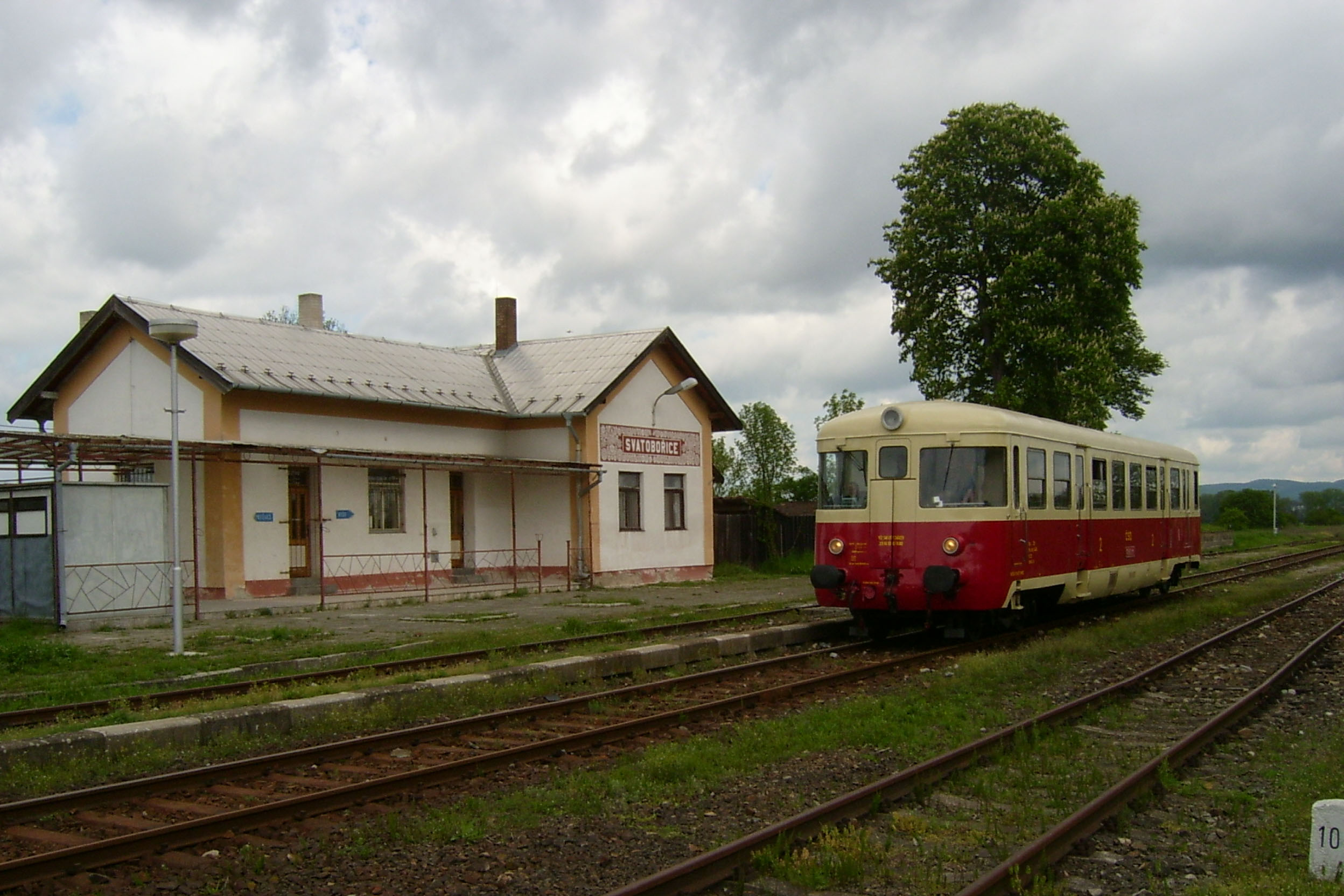
Nádraží ve Svatobořicích

- Kyjov (195 m n. m.) – stanice společná s tratí č. 340 Brno – Uherské Hradiště
- Svatobořice (185 m n. m.) – stanice ve středu obce asi 800 m od hlavní komunikace, její součástí je vlečka do průmyslového komplexu a kusá odstavná kolej končící v hustém porostu na kyjovském zhlaví. 21. června 1906 byl předložen návrh na vybudování trati ze Svatobořic do Vlkoše a Kelčan, ovšem pro velkou nákladnost bylo od stavby ustoupeno. Rovněž se neuskutečnila výstavba plánované stavby koněspřežné dráhy ze Svatobořic do Šardic.[5]
- Dubňany (180 m n. m.) – stanice (později nákladiště se zastávkou) se nacházela v místní části Jarohněvice ve větší vzdálenosti od centra a nebyla proto pro osobní dopravu příliš vhodná. Původně do ní ústily důlní dráhy a lanovka z okolních lignitových dolů. Po jejich uzavření došlo ke snesení nebo rozkradení kolejišť.
- Mutěnice (180 m n. m.) – stanice společná s tratí č. 255 Hodonín–Zaječí. Z důvodů přímého spojení s Hodonínem byla zbudována tzv. mutěnická spojka, která umožňovala pokračovat z Dubňan bez nutnosti zajíždění do Mutěnic směrem na Hodonín, což opět pozbylo smyslu po ukončení vozby lignitu.